# Ядовитые птицы

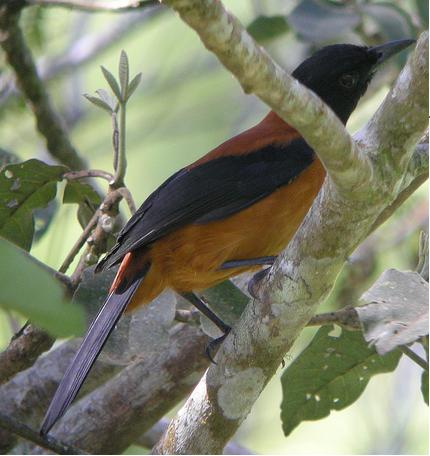
Двуцветная дроздовая мухоловка

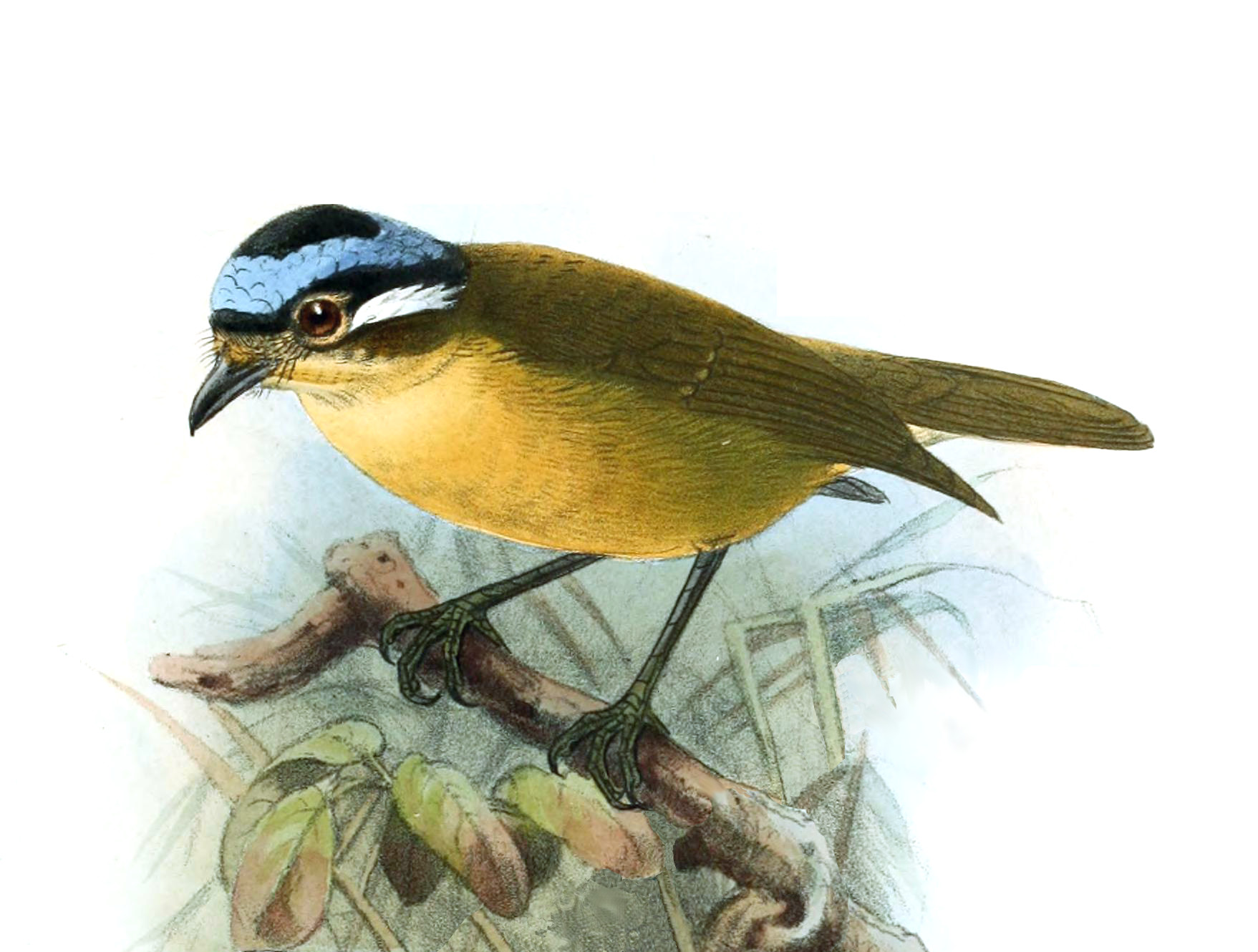
Синешапочная ифрита

Ядовитые птицы — представители класса птиц (Aves), в организмах которых содержатся вещества, ядовитые для человека или других видов животных. Птицы относятся к пассивно-ядовитым животным, то есть токсин (яд) не синтезируется в их организмах, а лишь накапливается в них, будучи составной частью какого-то из объектов их рациона.
Длительное время учёными считалось, что ядовитые виды среди птиц отсутствуют. Первую ядовитую птицу выявили в 1989 году. Ею стала двуцветная дроздовая мухоловка, или питаху (Pitohui dichrous). Во время проведения орнитологического исследования в тропических лесах Новой Гвинеи проводился отлов птиц. Пойманные дроздовые мухоловки царапали руки и клевали исследователей. Люди непроизвольно подносили ко рту зудевшие повреждения кожных покровов и смачивали их слюной. В результате губы мгновенно немели. Позднее при исследовании данных птиц в их кожных покровах, перьях и внутренних органах был обнаружен зоотоксин, сходный с батрахотоксином, характерным для южноамериканских лягушек-древолазов.
Позднее список ядовитых птиц существенно расширился. В настоящее время выявлено пять ядовитых видов, которые относятся к роду дроздовых мухоловок (Pitohui; Lesson, 1831) из отряда воробьинообразных.
Ещё один вид ядовитых птиц — синешапочная ифрита (Ifrita kowaldi), токсичность которой была обнаружена в 2000 году. Она является эндемиком влажных тропических лесов Новой Гвинеи.

## Непостоянно ядовитые птицы

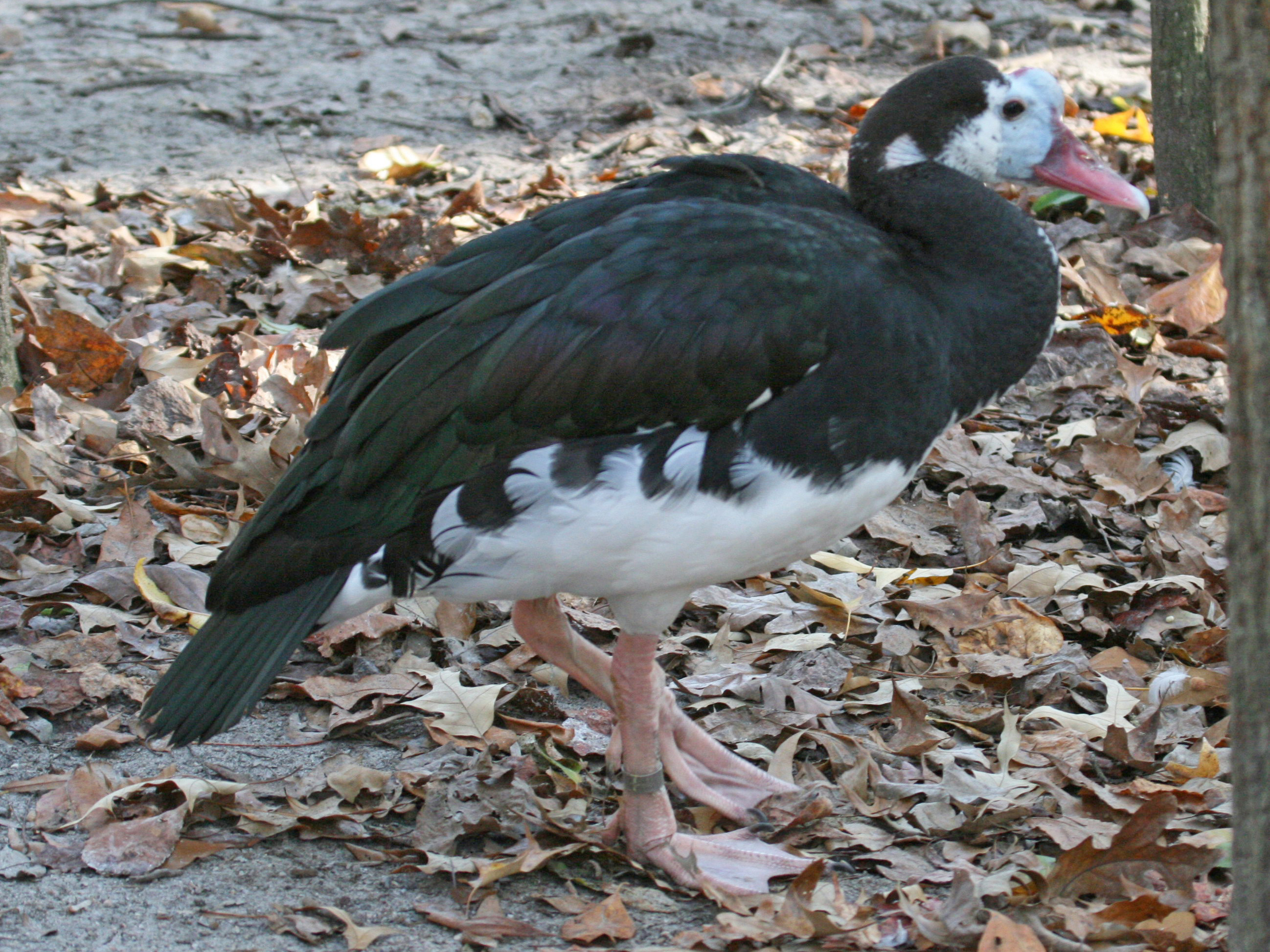
Шпорцевый гусь

Другими ядовитыми видами, чья токсичность не является постоянной и возникает исключительно при появлении в их рационе источников токсинов, являются шпорцевый гусь (Plectropterus gambensis), обитающий в тропической Африке к югу от Сахары, и обыкновенный перепел. Токсичность шпорцевого гуся связана с питанием ядовитыми жуками-нарывниками (Meloidae) и т. д.
В разных источниках описаны многочисленные случаи отравления мясом обыкновенного перепела. Причины отравлений длительное время были неизвестны, хотя первые сведения о них были опубликованы в литературе ещё в XVII веке. «Описание Украины от пределов Московии до границ Трансильвании, составленное Гильомом Левассер да Боплан» (перевод 1660 года), содержит следующие строки: «В этой местности водится особый род перепелки с синими ногами и смертоносный для тех, кто её съедает». Предположение Боплана о принадлежности ядовитых перепелов к «особому роду», отличающемуся цветом ног, является ошибочным.

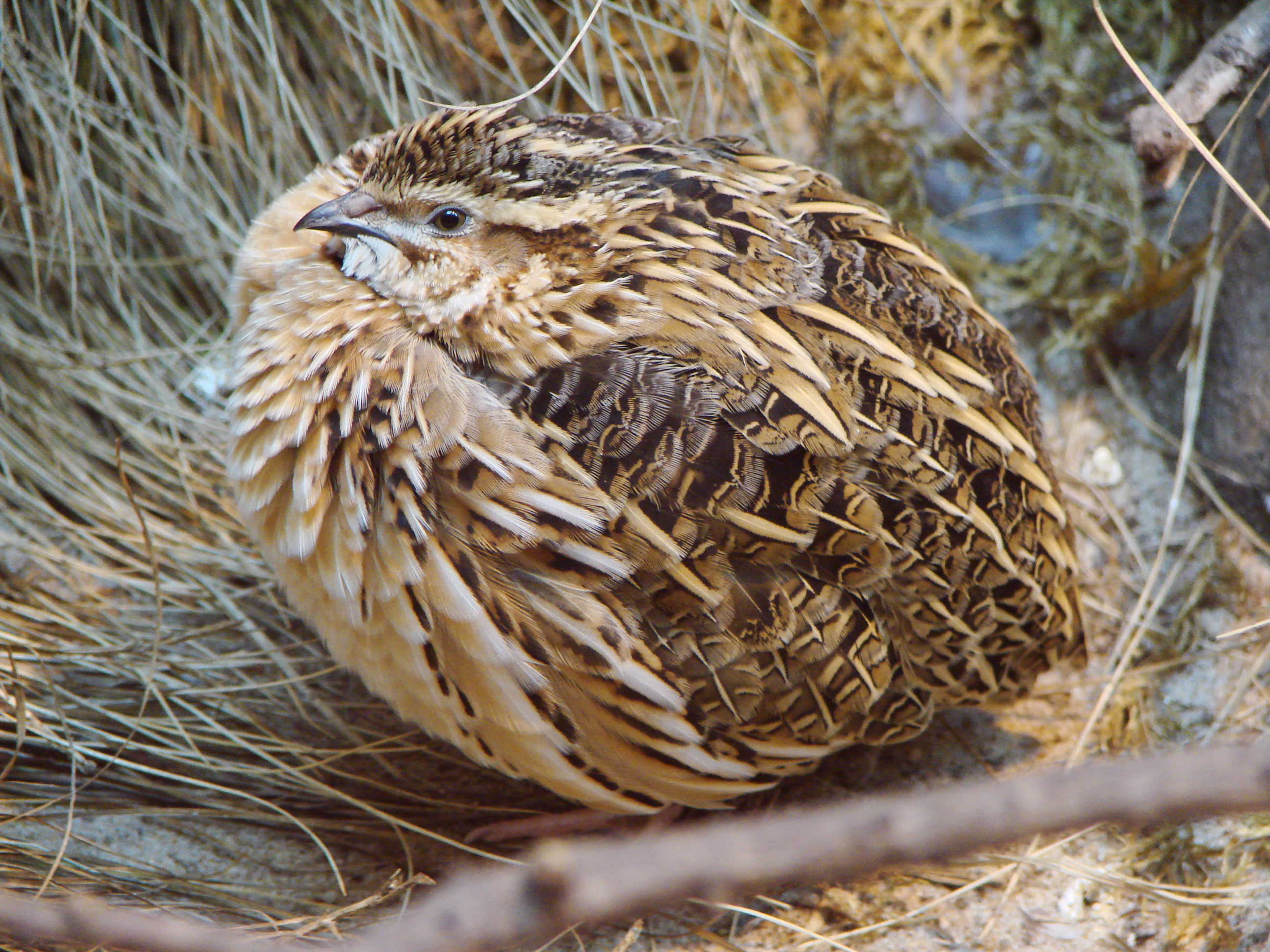
Обыкновенный перепел

Причиной отравления является кумуляция (накопление) в мясе птиц ядовитых веществ после поедания птицами семян пикульника. Алкалоиды, содержащиеся в семенах этого растения, вызывают блокирование окончаний двигательных нервов в поперечно-полосатой мускулатуре. Действие многих токсинов строго специфично, поэтому перепела могут питаться без вреда для себя семенами некоторых растений, ядовитых для человека и домашних животных. Яд стоек к высокой температуре. Термическая обработка мяса перепелов его не разрушает. Отравление у людей отмечается в результате употребления не только мяса «ядовитых» птиц и супов из них, но и картофеля, жареного на перепелином жире. Клиника отравления проявляется спустя 3-4 часа, а иногда через 1 час (в крайне редких случаях через 15-20 часов) после употребления токсичного мяса. Первым симптомом является общая слабость, люди с трудом могут передвигать ноги, а иногда перестают двигаться вообще. Чуть позже возникает острая боль, локализированная в икроножных мышцах, а затем — опоясывающая боль в пояснице, в области спины и груди. Дыхание становится поверхностным и частым. Затем сильные боли также возникают в руках и шее. Движение конечностей (их сгибание и разгибание), особенно рук, становится невозможным из-за болей, возникает скованность. Боли сохраняются от 2 до 12 часов, иногда до суток, крайне редко — 2-3 дня. Как правило, смертельный исход отсутствует.
Имеются работы, указывающие, что причиной отравления мясом перепелов могут быть семена цикуты (веха ядовитого), которыми питаются птицы. В этом случае мясо птиц накапливает такие количества токсина, что даже малое его количество вызывает отравление. Обыкновенные перепела способны без вреда для себя питаться плодами болиголова, а у человека мясо таких птиц может вызвать симптоматику отравления кониином. Последний по оказываемому действию на организм человек сходен с никотином, но характеризуется сильным парализующим действием на центральную нервную систему и на нервно-мышечные синапсы. Кроме конина, в семенах болиголова содержится целый ряд алкалоидов и крайне токсичный коницеин. Клиника отравления мясом перепелов, питавшихся плодами болиголова, проявляется в развитии чувства тошноты, рвоты, диареи, болей в животе, повышенного слюнотечения, головокружения, происходит расширение зрачков, отмечаются парестезии кожных покровов и снижения осязания. Помимо этого происходит нарушение акта глотания, ослабляется пульс, возникает брадикардия, понижается температура тела, возможно развитие обморока, невралгических болей, развивается общий паралич (преимущественно восходящий). Возникновение судорог зависит от наступающей асфиксии, и в тяжёлых случаях летальный исход наступает от удушья, паралича дыхания.
При отравлениях мясом перепелов, содержащим цикутотоксин, содержащийся в семенах вёха ядовитого, развиваются общая слабость, оцепенение, головокружение, коликообразные боли в животе, наблюдается частая рвота, кожные покровы бледнеют, зрачки расширяются, отмечается одышка, пульс замедляется, развивается слюнотечение. Токсин воздействует на центры продолговатого мозга — сначала возбуждающе, а затем парализующе. В связи с этим отмечаются сильные судороги, во время которых может наступить смерть вследствие паралича дыхательного центра.
Из всех перечисленных в статье примеров только перепел относится к птицам, активно употребляемым в пищу. Их употребление рекомендуется только от птицеферм с контролируемым рационом, без свободного выгула на диких растениях.

### Комментарии
1. ↑  Ряд учёных рассматривают птиц в ранге клады Avialae.